# Burcht Kirberg
De Burcht Kirberg (Duits: Burg Kirberg) is de ruïne van een hoogteburcht in Kirberg, een stadsdeel van Hünfelden, in de Landkreis Limburg-Weilburg in de Duitse deelstaat Hessen.

## Geschiedenis
De Burcht Kirberg werd rond 1355 gebouwd door de graven Gerhard VII van Diez en Johan I van Nassau-Weilburg in plaats van een bestaande kerk (rond 790) op een geïsoleerde rots. Hieraan voorafgegaan was een in 1353 uitgebroken vete tussen beide graven over de controle over het dorp Kirberg. De gezamenlijke bouw van de burcht was het resultaat van de onderhandelingen ter beslechting van het geschil. Samen met de bouw van de vesting werden een kerk en een ringmuur voor Kirberg gebouwd, dat tegelijkertijd stadsrechten kreeg.
Lang schijnt de burcht echter niet gebruikt te zijn. Voor het jaar 1500 is een slechte bouwtoestand overgeleverd. Tot het einde van de 16e eeuw werd de burcht gebruikt als onderkomen tijdens bezoeken van de landsheren. Tot 1670 was er ten minste één bewaker op de burcht. In 1673 werd op de rots een lusthof aangelegd. In 1700 was een deel van de gebouwen al tot op de funderingsmuur vervallen of voor de winning van bouwmateriaal verdwenen. In 1790 werd de officiële sloopvergunning afgegeven. Stenen uit de burcht werden tot het einde van de 19e eeuw gebruikt voor de aanleg van wegen en de bouw van gebouwen in het dorp.
Op het domein van de burcht stonden twee huizen van de families van burchtmannen. In het begin van de 18e eeuw waren ook van die huizen alleen de funderingsmuren over.
Vandaag de dag zijn er nog een toren en enkele muren bewaard gebleven. Af en toe wordt het voormalige burchtterein voor feesten gebruikt.

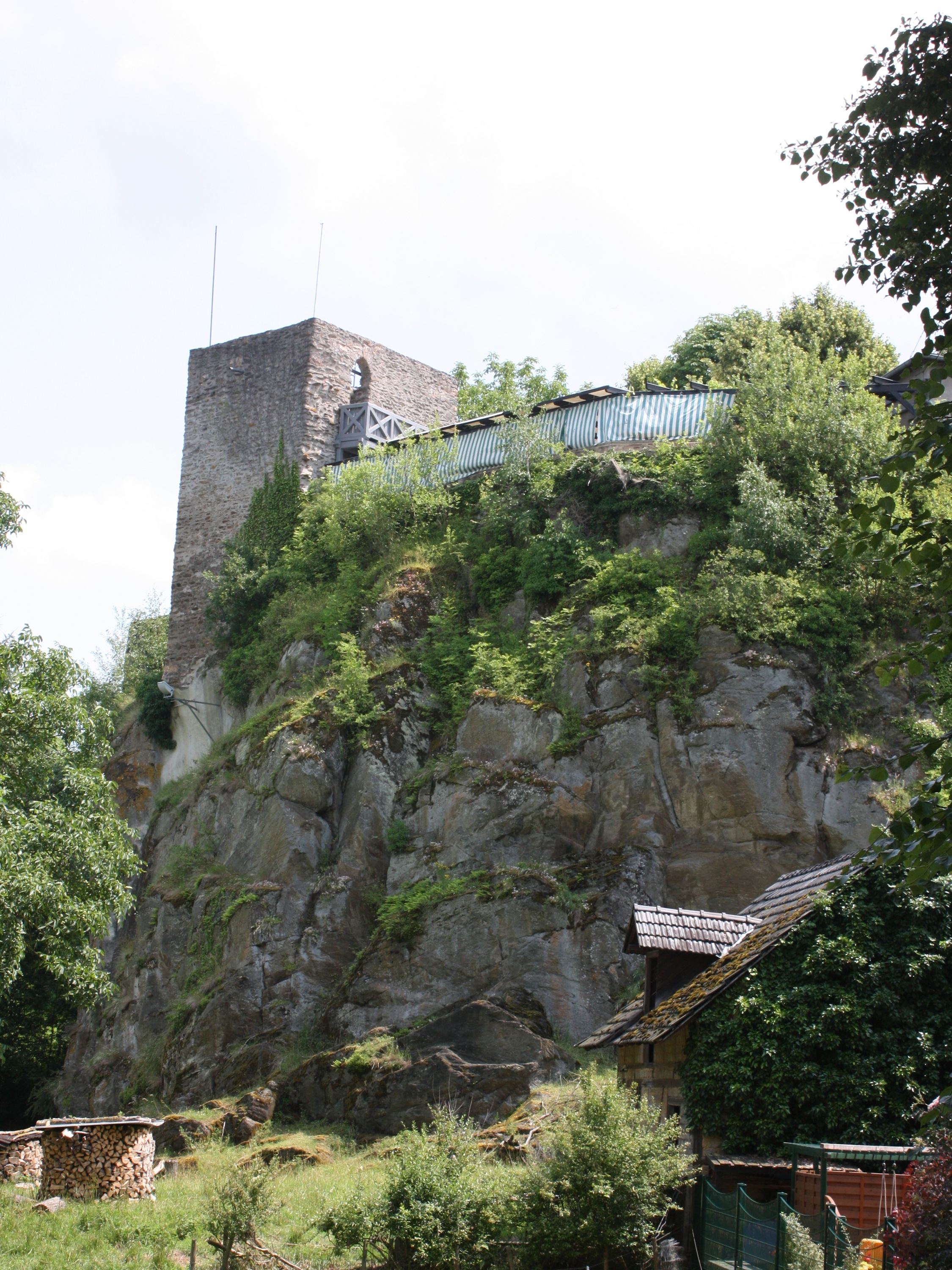
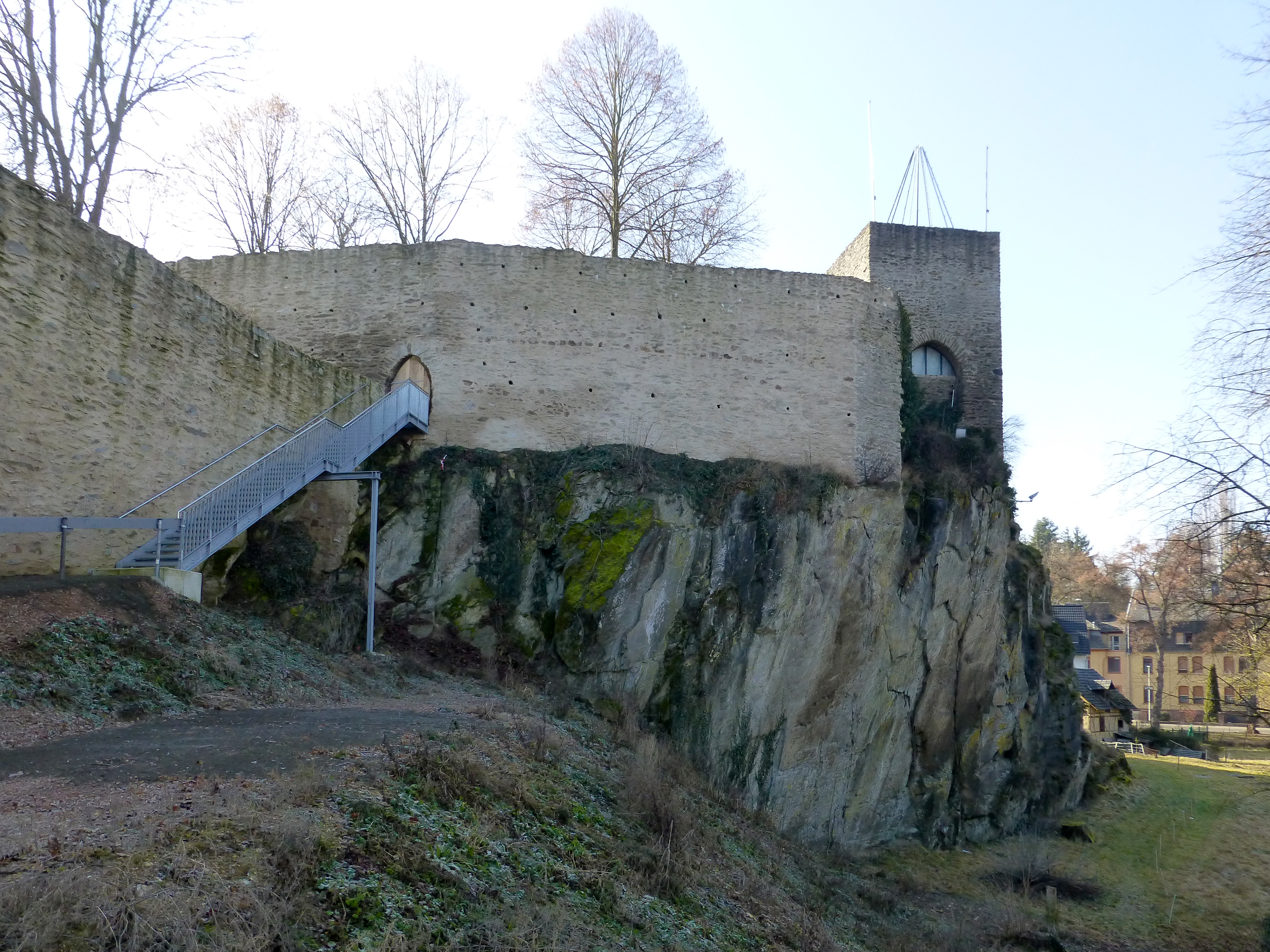